# 윤종인 (공무원)
윤종인(尹鍾寅, 1964년 11월 15일 ~ )은 대한민국의 공무원이다. 충청남도 홍성에서 출생하였다. 서울대학교 출신으로 행정고등고시를 통해 공직에 들어와, 총무처, 행정자치부, 행정안전부, 대통령비서실, 충청남도 등에서 근무했고, 행정안전부 차관을 거쳐 개인정보 보호위원회 위원장을 역임했다. 

## 학력
- 조지아 대학교 대학원 행정학박사 졸업
- 서울대학교 행정대학원 행정학석사 졸업
- 서울대학교 서양사학과 졸업
- 서울 상문고등학교 졸업

## 경력
- 2024.01.~ 법무법인(유한) 세종 AI‧데이터 정책센터장
- 2024.01.~ 법무법인(유한) 고문
- 2023.~ 이화여자대학교 정책과학대학원 초빙교수
- 국민대학교 겸임교수
- 숭실대학교 겸임교수
- 2020.08.~2022.10. 개인정보 보호위원회 초대 위원장
- 2018.12.~2020.08. 행정안전부 차관
- 2018.06.~2018.12. 개인정보 보호위원회 상임위원
- 2017.08.~2018.06. 행정안전부 지방자치분권실 실장
- 2017.07.~2017.08. 행정안전부 정부혁신조직실 실장
- 2016.11.~2017.07. 행정자치부 창조정부조직실 실장
- 2016.02.~2016.11. 제33대 충청남도 행정부지사
- 2014.10.~2016.02. 대통령비서실 행정자치비서관
- 2014.02.~2014.10. 안전행정부 창조정부조직실 창조정부기획관
- 2010.12.~2013.12. 주미국대한민국대사관 공사참사관
- 2008.03. 행정안전부 자치제도기획관
- 2007.01.~2007.12. 제8대 충청남도 아산시 부시장
- 2006.02. 행정자치부 혁신평가팀 팀장
- 1988년 행정사무관으로 공직 시작
- 1987년 제31회 행정고등고시 합격